# Annette Zimmer
Annette Zimmer (* 1954) ist eine deutsche Politikwissenschaftlerin, die an der Westfälischen Wilhelms-Universität Münster forscht und lehrt.

## Leben
Zimmer studierte an den Universitäten Mannheim und Heidelberg Geschichte, Politikwissenschaft, Volkswirtschaftslehre und Philosophie und schloss ihr Studium 1980 als Magistra Artium ab. 1986 wurde sie mit einer Dissertation zum Thema „Demokratiegründung und Verfassungsgebung in Bayern. Die Entstehung der Landesverfassung von 1946“ an der Universität Heidelberg bei Frank R. Pfetsch und Klaus von Beyme zur Dr. phil. promoviert.
Im Anschluss daran wechselte sie an die Yale University, wo sie in verschiedenen Forschungsprojekten zum Nonprofit-Bereich arbeitete. Von 1989 bis 1995 war sie Hochschulassistentin an der Universität Kassel, wo sie sich 1995 mit einer Arbeit zum Thema „Vereine zwischen Markt und Staat. Eine Analyse des Vereinswesens aus der Dritte-Sektor-Perspektive“ habilitierte. 1996 folgte sie einem Ruf des Instituts für Politikwissenschaft der Westfälischen Wilhelms-Universität Münster auf die Professur „Deutsche und Europäische Sozialpolitik und Vergleichende Politikwissenschaft“. 1998/99 war sie DAAD-Visiting Professor of German and European Studies an der University of Toronto und 2009/10 Fellow am American Institute for Contemporary German Studies in Washington, D.C. Von 2008 bis 2010 war sie geschäftsführende Direktorin des Instituts für Politikwissenschaft in Münster.
Zimmer forscht zu gemeinnützigen Organisationen des Dritten Sektors oder Nonprofit-Bereichs, Social Entrepreneurship, Zivilgesellschaft, deutscher und europäischer Sozialpolitik und Geschlechterthemen.
Von 2015 bis 2017 war Zimmer Präsidentin der International Society for Third Sector Research. Sie ist zudem Mitglied des Kuratoriums der Stiftung Aktive Bürgerschaft. 2005 rief sie mit Gisela Claußen und Michael Vilain den Weiterbildungsstudiengang Nonprofit Management & Governance ins Leben, der heute am Weiterbildungszentrum der Universität Münster angesiedelt ist.

## Publikationen (Auswahl)
- Demokratiegründung und Verfassungsgebung in Bayern. Die Entstehung der Verfassung des Freistaates Bayern von 1946. Peter Lang Verlag, Frankfurt am Main 1987.
- mit Christina Stecker (Hrsg.): Strategy Mix for Nonprofit-Organisations. Vehicles for Social and Labour Market Integration. Kluwer, New York 2004.
- Vereine – Zivilgesellschaft konkret. VS Verlag, Wiesbaden 2007.
- mit Ruth Simsa (Hrsg.): Forschung zu Zivilgesellschaft, NPOs und Engagement. Quo vadis? Springer VS, Wiesbaden 2014.